# Argema latona
Argema latona är en fjärilsart som beskrevs av Rothschild 1901. Argema latona ingår i släktet Argema och familjen påfågelsspinnare. Inga underarter finns listade i Catalogue of Life.